# Histoires du coin de la rue
Histoires du coin de la rue (ある街角の物語, Aru machikado no monogatari) est un court métrage d’animation japonais produit en 1962 par Osamu Tezuka au sein de son studio Mushi Production, dont c’est le tout premier travail. Il s’agit d’une œuvre expérimentale illustrant le message humaniste récurrent de Tezuka et exprimant sa frustration de créateur face aux exigences économiques. Il a remporté plusieurs récompenses lors de sa sortie. En France, le film est sorti en 2006 accompagné de deux courts métrages, La Sirène et Autoportrait, si bien que les Histoires du coin de la rue y désignent la compilation des trois œuvres.

## Présentation des œuvres

### Histoires du coin de la rue
Il s’agit d’un court métrage expérimental et sans dialogue dans lequel cohabitent divers éléments fantastiques. Au début, des affiches prennent vie et interagissent entre elles (deux tombent même amoureuses), puis une petite fille fait la connaissance d’une souris après avoir laissé tomber sa poupée dans une gouttière. L’histoire prend une tournure plus profonde lorsqu’une guerre éclate et que des affiches militaires envahissent la ville, avec un comportement plutôt violent.
En filigrane de ce « poème visuel » sont abordés les thèmes classiques du totalitarisme, de la guerre et de l’humanisme. Plus intimement, Tezuka y exprime aussi sa frustration face aux fortes contraintes économiques que lui imposent les grandes sociétés de production ; il n’a d’ailleurs écrit que le scénario du film, laissant à Samamoto Yusaku et Eiichi Yamamoto le soin de la réalisation. D’autres futurs animateurs très célèbres ont également participé à l’animation, comme Rintarō et Gisaburō Sugii.

### La Sirène
La Sirène raconte l’histoire d’amour entre un homme et une sirène qui se heurteront aux contraintes sociales et à l’intolérance des hommes. On y retrouve bien sûr le même message de tolérance prôné par Tezuka. Le dessin y est en revanche très différent, arborant un trait filiforme.

### Autoportrait
Ce court métrage très expérimental de treize secondes montre le visage de Tezuka subissant de multiples transformations. Le but était simplement de participer à un projet artistique où il était demandé à plusieurs cinéastes du monde entier de réaliser leur autoportrait en une courte séquence animée.

## Réception
Histoires du coin de la rue (le court métrage), première réalisation du jeune studio Mushi Production, sort en 1962 au Japon. Il y rencontre un grand succès critique, remportant notamment le prix Noburō Ōfuji. Quant aux deux courts métrages qui suivent, ils sont diffusés au musée Tezuka.
En France, la compilation sort le 4 octobre 2006 dans quelques rares cinémas, mais était déjà disponible en DVD dès 2005 via le coffret 8 films d’Osamu Tezuka. Elle est finalement bien accueillie par la presse. Le Monde écrit par exemple : « D’une grande richesse de tons, ce conte sans parole donne à des thèmes rebattus (la dictature, la guerre) une coloration profonde et une résonance neuve », et Le Nouvel Observateur : « Un pur chef-d'œuvre dont les différents degrés de lecture séduiront aussi bien les enfants que les adultes. »

## Fiche technique
Histoires du coin de la rue
- Durée : 38 minutes
- Sortie : 5 novembre 1962

La Sirène
- Durée : 8 minutes
- Sortie : 1964

Autoportrait
- Durée : 13 secondes
- Sortie : 1988

## Sources et références
1. 1 2  (en) Natsu Onoda Power, God of comics : Osamu Tezuka and the creation of post-World War II manga, Jackson, Univ. Press of Mississippi, 2009, 202 p. (ISBN 978-1-60473-221-4), p. 131-132
2. ↑  « Histoires du coin de la rue », Le Monde, 4 octobre 2006 (consulté le 4 décembre 2010)
3. ↑  « Histoires du coin de la rue », Les Films du Paradoxe (consulté le 5 décembre 2010)
4. ↑  (en) « Tales of the Street Corner (movie) », Anime News Network (consulté le 4 décembre 2010)
5. ↑  « Histoires du coin de la rue », Zoom-Cinéma (consulté le 4 décembre 2010)
6. 1 2  « Histoires du coin de la rue, secrets de tournage », Allociné (consulté le 4 décembre 2010)
7. ↑  « Histoires du coin de la rue » ((en) récompenses), sur l'Internet Movie Database
8. ↑  Gersende Bollut, « Osamu Tezuka », dvdanime.net, 16 juin 2005 (consulté le 4 décembre 2010)
9. ↑  « Histoires du coin de la rue, critiques Presse », Allociné (consulté le 4 décembre 2010)